# Soo-Jin Hong
Soo-Jin Hong (født 1977) er violinist og første koncertmester i DR Symfoniorkestret. Hendes søster Soo-Kyung er cellist i samme symfoniorkester.
Hong kommer fra en musikalsk familie hvor moren og mormoren var pianister og hvor to andre søstre spiller obo og klarinet. 
De fire søstre studerede på Hochschule für Musik i Wien.
I 2010 kom Soo-Jin Hong og hendes søster til DR Symfoniorkestret.
Ud over symfoniorkestret spiller Hong i Trio con Brio Copenhagen med Soo-Kyung og  Soo-Kyungs mand Jens Elvekjær.

## Reference
1. 1 2 3  "DR-søstre: "Vi har gjort hinanden bedre"", DR.dk, 18. august 2014, Wikidata  Q118388366